# Josef Foerster

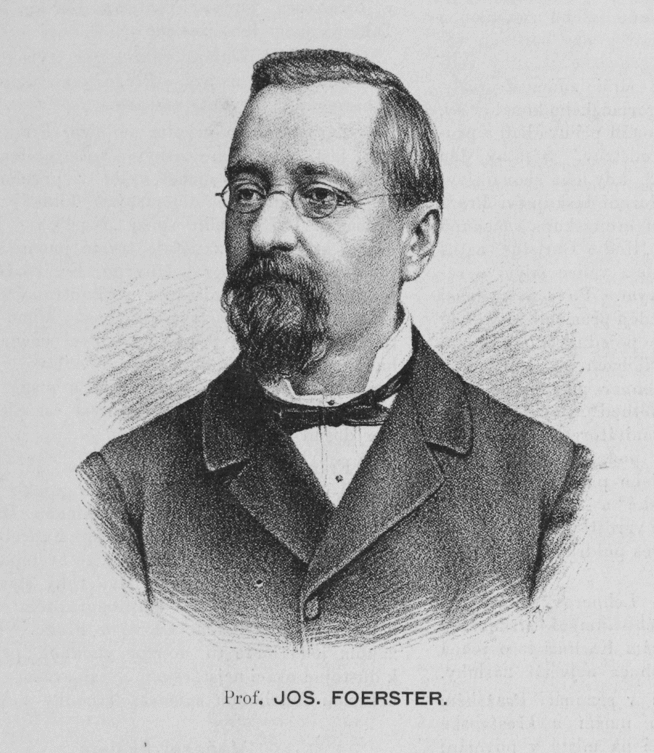
Josef Foerster (1886)

Josef Foerster (* 22. Februar 1833 in Wosenitz, Kaisertum Österreich; † 3. Januar 1907 in Prag, Österreich-Ungarn) war ein böhmischer Organist und Komponist.

## Leben
Der Bruder von Anton Foerster war von 1850 bis 1852 Schüler der Prager Organistenschule. Er wirkte dann als Organist der Vyšebroder Klosterkirche. 1857 kehrte er nach Prag zurück und wirkte an verschiedenen Prager Kirchen als Organist und Chordirektor. 1887 wurde er Chorleiter am Veitsdom, der Kathedrale des Erzbistums Prag. Außerdem unterrichtete er am Prager Konservatorium Musiktheorie.
Er komponierte Messen, Requiems, Chöre und Orgelstücke. Er schrieb eine Harmonielehre.
Auch Foersters Sohn Josef Bohuslav Foerster wurde als Komponist bekannt.